# Jair Tavares
Jair Veiga Vieira Tavares (Portugal, 13 de febrero de 2001) es un futbolista portugués que juega como centrocampista y se encuentra sin equipo tras abandonar el Hibernian F. C.

## Vida personal
Proviene de una familia de futbolistas, ya que sus dos hermanos, Cláudio y Miguel, así como su primo Renato Sanches, son futbolistas profesionales.

## Estadísticas

### Clubes
Actualizado al último partido disputado el 13 de mayo de 2022.
| Club                       | Div.          | Temporada     | Liga  | Liga  | Copas nacionales | Copas nacionales | Copas internacionales | Copas internacionales | Total | Total |
| Club                       | Div.          | Temporada     | Part. | Goles | Part.            | Goles            | Part.                 | Goles                 | Part. | Goles |
| -------------------------- | ------------- | ------------- | ----- | ----- | ---------------- | ---------------- | --------------------- | --------------------- | ----- | ----- |
| S. L. Benfica "B" Portugal | 2.ª           | 2020-21       | 13    | 0     | —                | —                | —                     | —                     | 13    | 0     |
| S. L. Benfica "B" Portugal | 2.ª           | 2021-22       | 24    | 4     | —                | —                | —                     | —                     | 24    | 4     |
| S. L. Benfica "B" Portugal | Total club    | Total club    | 37    | 4     | 0                | 0                | 0                     | 0                     | 37    | 4     |
| Total carrera              | Total carrera | Total carrera | 37    | 4     | 0                | 0                | 0                     | 0                     | 37    | 4     |